# Il conte di Lussemburgo
Il conte di Lussemburgo (titolo originale Der Graf von Luxemburg) è un'operetta in tre atti di Franz Lehár su libretto in lingua tedesca di A.M. Willner, Robert Bodanzky e Leo Stein. La prima rappresentazione ebbe luogo al Theater an der Wien a Vienna, il 12 novembre 1909 e fu un immediato successo. Essa è rimasta in repertorio fino ai giorni nostri, specie nei paesi di lingua tedesca, e ne sono stati fatti adattamenti in lingua francese (Le comte de Luxembourg) ed in inglese (The Count of Luxembourg) che ebbero grande successo all'epoca. Racconta la storia di un viennese che conduce una vita da bohemien a Parigi agli inizi del XX secolo e ruota attorno ad un aristocratico impoverito e ad una cantante lirica glamour che hanno stipulato un matrimonio farsa, per procura, e che si innamorano a prima vista senza sapere che sono già marito e moglie.

## Antefatto

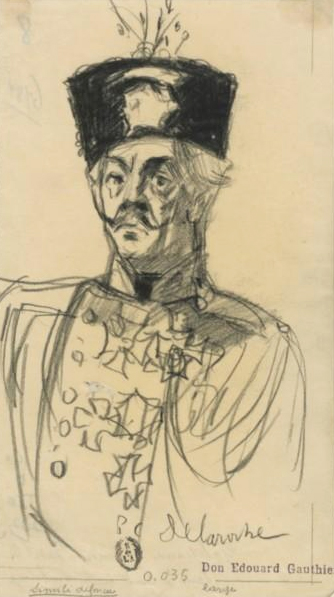
Félix Galipaux nel ruolo del principe Basilio (1912)

Lehár compose Der Graf von Luxemburg in sole tre settimane e in una discussione privata prima della sua rappresentazione ebbe a dire "Lavoro scadente, completamente inutile!" Comunque, esso divenne il suo maggior successo internazionale dopo Die lustige Witwe. Fra queste operette, compose due operette in un atto, Peter und Paul reisen ins Schlaraffenland e Mitislaw der Moderne seguite dal lavoro di scarso successo, Der Mann mit den drei Frauen del 1908 e dalla più apprezzata Das Fürstenkind la cui prima venne data nell'ottobre del 1909, un mese prima di Der Graf von Luxemburg.
Così come Die lustige Witwe, Der Graf von Luxemburg  affronta i temi della ricchezza e di dubbi matrimoni ed evidenzia il contrasto tra l'allegria della società parigina e la serietà slava. Il libretto fu scritto da A.M. Willner, Robert Bodanzky e Leo Stein. Quest'ultimo aveva già lavorato con Lehár nell'operetta del 1904, Der Göttergatte e Bodanzky era stato coautore di Peter und Paul reisen ins Schlaraffenland e Mitislaw der Moderne. Il libretto di Der Graf von Luxemburg non era del tutto originale. Esso era un rifacimento di uno scritto, da Alfred Willner e Bernard Buchbinder, dodici anni prima per l'operetta di scarso successo Die Göttin der Vernunft di Johann Strauss jr..

## Ruoli
| Ruolo                                                    | Voce                 | Cast della prima, 12 novembre 1909 (direttore d'orchestra: Robert Stolz) |
| -------------------------------------------------------- | -------------------- | ------------------------------------------------------------------------ |
| Angèle Didier, una cantante dell'Opera di Parigi         | soprano              | Annie von Ligety                                                         |
| Armand Brissard, un artista                              | tenore               | Bernhard Bötel                                                           |
| Juliette Vermont, una danzatrice amica di Brissard       | soprano              | Louise Kartousch                                                         |
| Principe Basil Basilowitsch, innamorato di Angèle        | tenore               | Max Pallenberg                                                           |
| Contessa Stasa Kokozow, ex fidanzata del Principe Basil  | mezzosoprano         |                                                                          |
| Pawel von Pawlowitsch, Consigliere dell'ambasciata russa | tenore               |                                                                          |
| Pélégrin, un francese                                    | baritono             |                                                                          |
| René, conte di Lussemburgo                               | tenore/baritono alto | Otto Storm                                                               |
| Sergei Mentschikoff, un notaio russo                     | tenore               |                                                                          |
| Artisti, invitati, camerieri, parigini                   |                      |                                                                          |

## Trama
Ambientazione: Parigi intorno al 1900

### I atto
Periodo di Carnevale a Parigi. René, un nobile caduto in disgrazia, conte di Lussemburgo, condivide un alloggetto a Montmartre con il suo amico, Armand Brissard, innamorato di Juliette Vermont, una danzatrice e modella del suo ultimo dipinto. Nello stesso tempo, un principe russo di mezza età, Basil Basilowitsch, è infatuato della giovane cantante d'opera, Angèle Didier ma non può sposarla in quanto ella non è una nobile. Così egli decide di offrire a René 500.000 franchi per realizzare un matrimonio farsa con Angèle e poi divorziare da lei tre mesi dopo.
Con il titolo di "contessa", Angèle potrà quindi sposare il principe Basilowitsch (attratta dall'idea di diventare una principessa, Angèle accetta il piano.) Il matrimonio si svolge nello studio di Armand. Per evitare l'insorgenza di complicazioni romantiche, la coppia non avrebbe mai dovuto incontrarsi prima. René promette di scomparire per i prossimi tre mesi mentre un paravento separa René dalla sua "sposa" durante la cerimonia nello studio di Armand.
Dopo la cerimonia, René riprende il suo stile di vita da playboy con i denari percepiti dall'accordo, ma al tempo stesso è turbato dal ricordo della sensazione provata nel toccare la mano, della donna sconosciuta, attraverso il paravento.

### II atto
Un ricevimento a casa di Angèle alla vigilia del suo imminente divorzio da René. Sono trascorsi tre mesi durante i quali René è stato in viaggio con Armand. Tuttavia, al suo ritorno, René ha visto una recita di Angèle all'Opera di Parigi ed è profondamente attratto da lei. Determinato a incontrare la cantante, lui e Armand intervengono alla sua festa, dove René si presenta come il "barone von Reval". I due si innamorano, non sapendo che sono già sposati. Angèle racconta a René dell'impossibilità del loro amore in quanto lei sta per divorziare da un uomo che si era impegnato a sposarla, con un matrimonio farsa, per sposare poi un principe russo. Anche il principe Basilowitsch è alla festa, e preoccupato per il volgere degli eventi, annuncia pubblicamente il suo fidanzamento con Angèle. René e Angèle ora si rendono conto della situazione reale, ma René non ha i soldi per sciogliersi dal contratto, avendo già sperperato molti dei 500.000 franchi ricevuti dal principe.

### III atto
Il giorno dopo, nel salone del Grand Hotel, dove René ha alloggiato dal suo ritorno a Parigi, lui e Angèle discutono della loro difficile situazione. Essi sono raggiunti dalla contessa Kokozow, ex fidanzata del Principe Basil. Il Principe Basil inciampa fra le sue braccia nel corso della frenetica ricerca di Angèle e nello stesso tempo apprende che lo zar gli ha ordinato di mantenere la sua promessa di sposare la contessa. René viene a sapere che i suoi beni confiscati gli sono stati restituiti. Ora è un uomo ricco, può rimborsare il principe e rimanere sposato con Angèle. Armand e Juliette, il cui rapporto è stato spesso tempestoso, annuncia che anche loro hanno finalmente deciso di sposarsi.

## Storia delle rappresentazioni
Il conte di Lussemburgo venne dato in prima esecuzione al Theater an der Wien, il 12 novembre 1909. Otto Storm cantò nel ruolo di René mentre Angèle venne interpretata da Annie von Ligety al suo debutto. Questo fu anche l'unico ruolo da lei interpretato in quanto, di lì a poco, sposò un ricco finanziere e si ritirò dalle scene. L'operetta fu un grande successo e venne rappresentata per 299 recite.  Lehár realizzò diversi cambiamenti nel corso degli anni e la versione rappresentata ai giorni nostri risulta con il primo atto diviso in due scene ed una nuova romanza per la contessa Kokozow aggiunta nel terzo atto. Questa rielaborazione si riferisce alla produzione di Berlino, al Theater des Volkes, del 4 marzo 1937.
Dopo la prima di Vienna, Il conte di Lussemburgo venne presto ripreso a livello internazionale. Venne rappresentato in Germania, a Berlino alla  Neues Operettenhaus il 23 dicembre 1909 ed in Ungheria un mese dopo con il titolo Luxemburg grófja e libretto, tradotto in lingua ungherese, di Andor Gábor. Quando rappresentata al di fuori dei paesi di lingua tedesca, l'operetta venne quasi sempre tradotta e con libretto spesso variato secondo i gusti locali. 
Venne data per la prima volta in Italia con il titolo Il conte di Lussemburgo al Teatro Vittorio Emanuele di Torino il 7 maggio 1910 ed in Francia come Le comte de Luxembourg (in una traduzione di Robert de Flers e Gaston de Caillavet) al Théâtre Apollo nel 1912. La versione spagnola vide la luce al Teatro Eslava di Madrid con il titolo El conde le Luxemburgo nel 1910. Questa versione fu significativamente diversa rispetto all'originale. Il libretto venne tradotto da José Juan Cadenas ed il compositore spagnolo Vicente Lleó non si limitò ad arrangiare le musiche di Lehár ma ne aggiunse altre da lui composte. Un anno dopo, Lleó collaborò con il compositore Enrique Bru e due nuovi librettisti per creare un zarzuela in un atto, El conde del embudo, dal risultato molto scadente, basata sull'originale di Lehár. Der Graf von Luxemburg giunse in America Latina poco dopo la prima, portata da compagnie di operette europee. Venne data in Uruguay nel 1910 al Teatro Solis di Montevideo in lingua originale tedesca e poi eseguita per diversi anni, anche se, dopo la prima, in versioni in italiano e spagnolo. Una compagnia portoghese, proveniente da Porto, rappresento il lavoro in portoghese come O conde de Luxemburgo al Teatro Amazonas in Brasile nel 1913.
Nel 1983, la Sadler's Wells Opera Company (poi divenuta English National Opera) rappresentò il lavoro in una nuova versione di Nigel Douglas con testi delle canzoni di Eric Maschwitz e Douglas. Questa versione in tre atti ebbe maggior fortuna dell'originale e comprendeva musiche della versione definitiva di Lehár del 1937.

## Numeri musicali
I atto
1. "Karneval! Ja du allerschönste Zeit"
2. "Mein Ahnherr war der Luxemburg"
3. "Ein Stübchen so klein"
4. "Pierre, der schreibt an klein Fleurette"
5. "Ich bin verliebt, ich muß es ja gestehen"
6. "Ein Scheck auf die englische Bank"
7. "Heut' noch werd' ich Ehefrau - Unbekannt, deshalb nicht minder interessant"
8. "Frau Gräfin, Sie erlauben wohl - Sie geht links, er geht rechts - Sah nur die kleine Hand"

II atto
1. "Hoch, Evoe, Angèle Didier - Ich dank, meine Herren und meine Damen"
2. "Sind Sie von Sinnen, Herr Baron - Lieber Freund, man greift nicht nach den Sternen - Bist du's, lachendes Glück"
3. "Schau'n Sie freundlichst mich an - Bitte gleich, bitte sehr - Mädel klein, Mädel fein"
4. "Ach, seh'n Sie doch, er ist ganz blaß"
5. "Der Handschu, wie pikant- Es duftet nah Trèfle incarnat"
6. "Ein Löwe war ich im Salon - Polkatänzer, Polkatänzer"

III atto
1. "Was ist das für'ne Zeit, liebe Leute"
2. "Wärst du heut' schon mein Mann"
3. "Packt die Liebe einen Alten justament beim Schopf"
4. "Es duftet nach Trèfle incarnat - Was ich im Traum nur ersah"
5. "Wir bummeln durch's Leben Reinhören Reinhören"

## Storia delle registrazioni
Nel 1909, la Deutsche Grammophon realizzò una compilation da Der Graf von Luxemburg su nove dischi a 78 giri, registrata con il cast originale diretto dallo stesso Lehár. Da allora, sono state registrate diverse versioni complete (o antologiche) sia in lingua tedesca che in russo, spagnolo, ungherese, inglese e francese. L'edizione in inglese diretta da Barry Wordsworth e realizzata dall'etichetta That's Entertainment fu cantata dal cast del 1983 della Sadler's Wells Opera production con Marilyn Hill Smith nel ruolo di Angèle e Neil Jenkins in quello di René. Tra le registrazioni della versione francese si ricordano quella della Decca del 1950 con Gabriel Bacquier nel ruolo del protagonista e quella della EMI Pathé del 1960 con Michel Dens.
Fra le registrazioni dell'opera completa della fine del XX secolo e degli inizi del XXI, in lingua originale, si ricordano:
Franz Lehár: Der Graf von Luxemburg, Graunke Symphony Orchestra e Bavarian State Opera chorus
- Direttore: Willy Mattes
- Principali cantanti: Nicolai Gedda (René), Lucia Popp (Angèle), Renate Holm (Juliette), Willi Brokmeier (Armand), Kurt Böhme (Prince Basil), Gisela Litz (Countess Kokozow)
- Registrazione: 1968
- Etichetta: EMI 65375 (CD)

Franz Lehár: Der Graf von Luxemburg, Vienna Radio Symphony Orchestra e Festival-Chor KlangBogen Wien
- Direttore: Alfred Eschwé
- Principali cantanti: Bo Skovhus (René), Juliane Banse (Angèle), Gabriele Bone (Juliette), Rainer Trost (Armand), Andreas Conrad (Prince Basil), Eva Maria Marold (Countess Kokozow)
- Recording date: 2005
- Etichetta: CPO 7771942 (DVD)

Franz Lehár: Der Graf von Luxemburg, Festival Orchestra Mörbisch e Mörbisch Festival Choir
- Direttore: Rudolph Bibl
- Principali cantanti: Michael Suttner (René), Ruth Ingeborg Ohlmann (Angèle), Ana-Maria Labin (Juliette), Marko Kathol (Armand), Alfred Sramek (Prince Basil), Marika Lichter (Countess Kokozow)
- Registrazione: 2006
- Etichetta: Oehms, 570 (CD) ORF (DVD)

## Film
Der Graf von Luxemburg venne filmato nel 1957 (regia di Werner Jacobs, con Gerhard Riedmann e Renate Holm)  e poi di nuovo nel 1972 (regia di Wolfgang Glück, con Eberhard Wächter, Lilian Sukis e Erich Kunz). 
Erano stati realizzati in precedenza alcuni film muti basati sull'operatta: nel 1910 il danese Greven af Luxemburg diretto da Gunnar Helsengreen; nel 1911 il film brasiliano, O Conde de Luxemburgo (regia di Alberto Botelho) e nel 1918 il film ungherese, Luxemburg grófja (regia di Antal Forgács).